# Trogonophiidae
Famille
Synonymes
- Trogonophidae Gray, 1865

Les Trogonophiidae sont une famille d'amphisbènes. Elle a été créée par John Edward Gray en 1865.

## Répartition
Les espèces de cette famille se rencontrent du nord de l'Afrique jusqu'au Moyen-Orient.

## Description
Les espèces de cette famille sont de taille modérée (de 10 à 30 cm maximum selon les espèces).
Ce sont des terrestres apodes fouisseurs qui creusent des galeries. Ils sont ovipares, à l'exception des Trogonophis qui sont vivipares, et se distinguent de la plupart des Amphisbaenia par leur denture de type acrodonte et non pleurodonte, ainsi que par l'absence d'autotomie.

## Liste des genres
Selon The Reptile Database (20 juil. 2011) :
- genre Agamodon Peters, 1882
- genre Diplometopon Nikolsky, 1907
- genre Pachycalamus Günther, 1881
- genre Trogonophis Kaup, 1830

## Publication originale
- Gray, 1865 : A revision of the genera and species of amphisbaenians with the descriptions of some new species now in the collection of the British Museum. Proceedings of the Zoological Society of London, vol. 1865, p. 442-455 (texte intégral).